# NGC 1107
NGC 1107 је лентикуларна галаксија у сазвежђу Кит која се налази на NGC листи објеката дубоког неба.
Деклинација објекта је + 8° 5' 36" а ректасцензија 2h 49m 19,5s. Привидна величина (магнитуда) објекта NGC 1107 износи 12,5 а фотографска магнитуда 13,5. NGC 1107 је још познат и под ознакама UGC 2307, MCG 1-8-6, CGCG 415-13, PGC 10683.